# 妻姊妹婚
妻姊妹婚（或妻姐妹婚）是指男子同时以两个或多个姊妹为配偶，或者在妻子去世后续娶其姊妹的行为或习俗。此在一夫多妻制社会中经常出现。
中国最早记载的妻姊妹婚为舜帝同时娶尧的两个女儿娥皇、女英为正妻。春秋、戰國时代的诸侯婚姻经常为姐妹同嫁一夫。如《尔雅·释亲》载“女子同出，謂先生為姒，後生為娣。”，郭璞注“同出謂俱嫁事一夫”。后来又变化成以同姓宗女（侄娣）陪嫁，称为媵。后世姊妹同嫁一夫包括：赵飞燕与赵合德、大周与小周、蜀漢後主劉禪娶張飛的兩個女兒、曹操嫁三個女兒給漢獻帝等。清朝后宫中为姐妹关系的有孝莊文皇后和敏惠恭和元妃、孝惠章皇后和淑惠妃、珍妃与瑾妃等。
景頗族有妻子死后男子续娶其未婚姊妹的风俗。北美洲的納瓦約族印第安人传统的一夫多妻婚姻中，也经常有同时娶姐妹的。